# Stalno predstavništvo Republike Slovenije pri Združenih narodih, New York
Stalno predstavništvo Republike Slovenije pri Združenih narodih je diplomatsko-konzularno predstavništvo Republike Slovenije pri Organizaciji združenih narodov s sedežem v New Yorku, Združene države Amerike.
Trenutni vodja stalnega predstavništva je Samuel Žbogar.

## Veleposlaniki
- Samuel Žbogar (2022/24–)
- Boštjan Malovrh (2021–5. avgust 2024)
- Darja Bavdaž Kuret (2017–2021)
- Andrej Logar (2013–2017)
- Sanja Štiglic (2007–2012)
- Roman Kirn (2002–2006)
- Ernest Petrič (2000–2002)
- Danilo Türk (1992–2000)